# Бём-Баверк, Ойген фон
О́йген фон Бём-Ба́верк (нем. Eugen Böhm Ritter von Bawerk; 12 февраля 1851, Брюнн, Моравия, Австрийская империя (ныне Брно, Чехия) — 27 августа 1914, Крамзах, Австро-Венгрия) — австрийский экономист и государственный деятель. Один из основных представителей австрийской экономической школы.
В течение своей жизни Бём-Баверк преподавал в университетах Инсбрука и Вены. Он трижды занимал пост министра финансов одной из двух составных частей Австро-Венгерской империи — Цислейтании. На этой должности Бём-Баверк провёл реформирование системы налогообложения и обеспечил стабильность национальной валюты в условиях мирового экономического кризиса 1900—1903 годов. К 1904 году, когда он покинул министерскую должность, Австро-Венгрия вышла на характерные для передовых государств мира темпы роста экономики. В 1911 году Бём-Баверк стал президентом Австрийской академии наук.
Среди научных достижений Бём-Баверка выделяются создание концепции субъективной ценности и предельной полезности, теории процента на капитал. Критика им «Капитала» К. Маркса стала «общим местом всей буржуазной политической экономии». В советской литературе критике австрийской школы и лично Бём-Баверка посвящена книга Н. И. Бухарина «Политическая экономия рантье».

## Биография
Родился в 1851 году в семье государственного служащего. Его отец занимал высокий пост вице-губернатора Моравии. Школьное образование получил в элитной Бенедиктинской гимназии в Вене. Его школьным другом был Фридрих фон Визер, ставший известным экономистом и профессором кафедры экономики Венского университета. Впоследствии Бём-Баверк породнился со своим школьным товарищем, женившись на его сестре.
Поступил в Венский университет. Обратил на себя внимание профессора Карла Менгера, заинтересовавшего его экономической теорией. Его идеи он развивал в дальнейшем. После окончания университета в 1872 г. где он, в соответствии с семейной традицией, занимался изучением юриспруденции, получил место государственного служащего в Нижней Австрии. Несколько лет изучал политическую экономию в университетах Лейпцига, Йены и Гейдельберга у одних из наиболее известных экономистов того времени — Карла Книса, Вильгельма Рошера и Бруно Гильдебранда. По окончании образования в 1879 году непродолжительное время работал в министерстве финансов.
В 1880 году получил должность преподавателя в университете Инсбрука, в 1884 стал профессором. В 1889 вернулся в министерство финансов на должность советника министра. Представлял правительство в нижней палате парламента. Отстаивал реформирование налогового законодательства.
Трижды занимал пост министра финансов Цислейтании (одной из двух составных частей Австро-Венгерской империи). Первый раз находился в занимаемой должности недолго — с 19 июня по 30 сентября 1895 года, после чего был назначен профессором Венского университета и одновременно вошёл в его руководство. В 1897—1898 годах вновь занял пост министра финансов в первом правительстве фон Франкентурна. В 1889 году был членом верхней палаты парламента Австро-Венгерской империи. В январе 1900 года в третий раз стал министром в первом правительстве Эрнеста Кёрбера.

В 1904 вернулся к академической деятельности в Венском университете. Его учениками были Людвиг фон Мизес, Йозеф Шумпетер и Отто Бауэр, ставшие впоследствии известными экономистами и политическими деятелями. В 1907 году вступил в должность вице-президента, а в 1911 — президента Австрийской академии наук.
Умер в небольшой деревне в Тироле в 1914 году. В знак признания заслуг Бём-Баверка в 1983 году его портрет был изображён на 100-шиллинговой банкноте

### Деятельность на посту министра финансов
Время проведенное в министерстве финансов было крайне неспокойным. Существовавшие проблемы грозили серьёзными последствиями. В 1873 году Австро-Венгрия пережила экономический кризис и биржевой крах 9 мая 1873 года. Империя оказалась в долгах с обесцененной валютой — австрийским гульденом. В 1892 г. была проведена денежная реформа. Скомпрометировавший себя гульден заменили австро-венгерской кроной. Существовавшие до введения новой валюты банкноты выкупались на треть за серебряные монеты, а на две трети за банкноты, которые обеспечивались золотом. В 1899 году правительство было вынуждено прекратить размен на золото. Весь мировой экономический кризис 1900—1903 годов Бём-Баверк занимал пост министра финансов одной из двух составных частей Австро-Венгрии Цислейтании. Во время кризиса в 1901 г. правительство приняло широкомасштабную программу инвестирования в общественные работы, строительство железных дорог, постройку зданий, телефонных и телеграфных линий. По завершении кризиса в парламент был направлен запрос на возобновление золотого стандарта (свободного обмена бумажных денег на золото). Во время пребывания Бём-Баверка в министерстве финансов появился закон о предоставлении субсидий и беспроцентных кредитов новосозданным предприятиям, по которому начинающий предприниматель мог получить из бюджета до трети необходимого капитала. Достигнутая относительная стабильность финансов позволила обеспечить доверие к австро-венгерской кроне и нормальное экономическое развитие до самого начала I мировой войны. В 1904 г. после тридцатилетнего перерыва государство смогло выйти на характерные для передовых государств мира темпы роста экономики. Было также достигнуто положительно сальдо торгового баланса (импорт составил 97 % от экспорта). Фактически после стабилизации финансового сектора в империи были обеспечены необходимые условия для ускорения модернизации: свободный рынок товаров и рабочей силы, стабильная денежная система, наличие крупных национальных и иностранных капиталов.
Также Бём-Баверк ввёл прогрессивное налогообложение, реформировал налоговую систему с введением подоходного налога, отменил существовавшую несколько столетий субсидию на сахар.
Будучи министром финансов одной из двух составных частей Габсбургской монархии был осмотрителен и консервативен. Йозеф Шумпетер, который охарактеризовал жизнь Бём-Баверка как «произведение искусства», отмечал, что на ответственном посту он проявлял «…безраздельную преданность своему делу, совершенное бескорыстие, широкие интеллектуальные интересы, широкий кругозор и подлинную простоту — и при всем этом он был полностью свободен от ханжества или какой-либо склонности к проповедям».

## Научные достижения
Американский экономист Марк Скоузен выделил во вкладе Бём-Баверка в экономическую науку несколько основных направлений. Во-первых, австрийский учёный защищал идею накопления в то время, как среди большинства экономистов преобладала враждебность к бережливости. Бём-Баверк утверждал, что сбережения за счёт ограничения потребления необходимы для экономического роста. Общественные и личные фонды являются источником инвестиций для развития предпринимательства, новых технологий и формирования капитала. Во-вторых, его критика теории Маркса стала основой для защиты рыночной экономики от обвинений в эксплуатации рабочего класса.

### Концепция ценности и предельной полезности

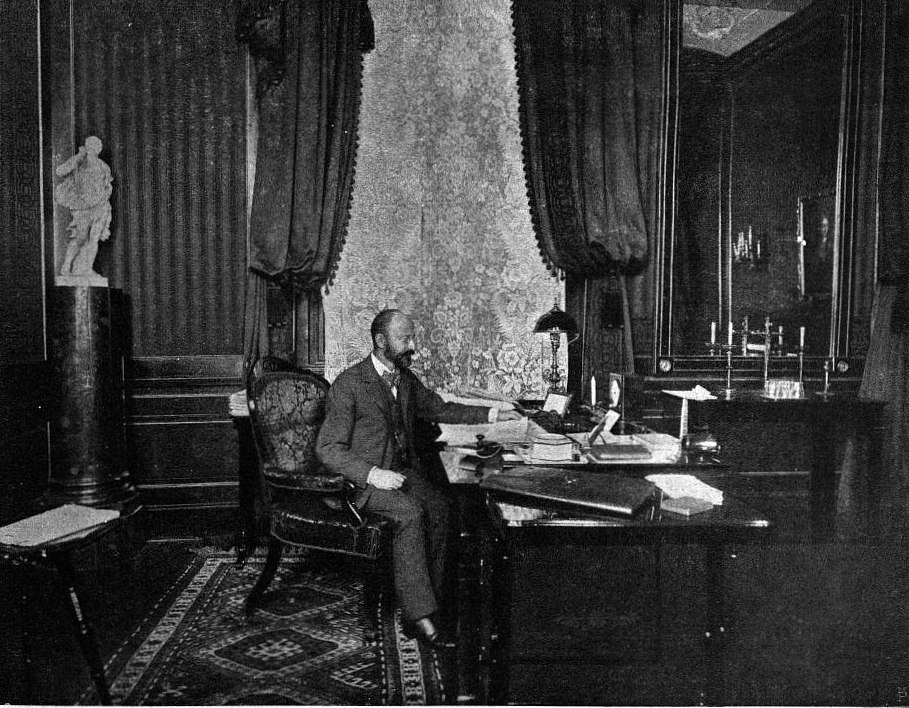
Министр финансов Цислейтании Бём-Баверк в своём кабинете

Экономическая теория рассматривает ряд фактов с точки зрения ценности. Ценность является той формой, которая позволяет сопоставлять и измерять экономические понятия (цена, спрос, полезность и др.) От того, как трактуют данное понятие зависит понимание экономической науки в целом. Предложив собственную теорию ценности в монографии «Основы теории ценности хозяйственных благ», которую оппоненты стали называть «Бём-Баверковской», он внёс коррективы в теорию ценообразования.
Во введении к своей монографии «Основы теории ценности хозяйственных благ» учёный подчёркивает наличие терминологической путаницы в определении понятия «ценность». Он выделяет «субъективную» и «объективную» ценности. Субъективная ценность определяет значение, которое имеет некое материальное благо или их совокупность для благополучия конкретного человека. Ценностью в объективном смысле является способность вещи давать какой-нибудь объективный результат. В то же время субъективная ценность может быть выражена как в виде «субъективной потребительной», так и «субъективной меновой». Такие понятия как «питательная ценность» хлеба или «отопительная ценность» вязанки дров выходят за пределы интересов экономической науки. Признавая определённое экономическое значение для «производственной», «наёмной», «доходной» ценностей Бём-Баверк считает целесообразным ограничить свою теорию изучением лишь одной сферы «объективной ценности» — меновой. «Меновая ценность» для любого блага представляет его объективное значение в сфере обмена. Под термином понимается возможность получить в обмен на одно материальное благо определённое количество других.

#### Теория субъективной ценности

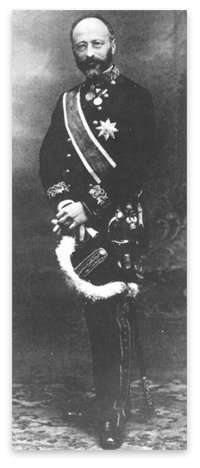
Ойген фон Бём-Баверк

Субъективную ценность следует отличать от полезности. В приводимом Бём-Баверком примере, стакан воды для человека сидящего у обильного источника, и человека в пустыне будет иметь одинаковую «полезность» и различную ценность. Так в первом случае субъективная ценность стакана воды будет равна нулю, а во втором может быть максимальной из всех возможных. Учёный даёт следующее определение субъективной ценности: «Ценностью мы называем то значение, которое приобретает материальное благо или комплекс материальных благ как признанное необходимое условие для благополучия субъекта».
Для образования субъективной ценности необходимо сочетание полезности некоего блага с его редкостью по сравнению с существующими в нём потребностями. Избыток блага лишает его ценности для конкретного индивида. Субъективная ценность также отличается у разных людей. Для каждого конкретного лица она зависит от двух условий: удовлетворение какой из нескольких или многих потребностей зависит от данной вещи и как велика важность соответствующей потребности или её удовлетворения?
Оценку субъективной ценности единицы отдельного блага Бём-Баверк определяет исходя из ранее предложенной Карлом Менгером концепции предельной полезности. Ценность вещи, согласно данной теории, измеряется её предельной полезностью. Для обоснования данного тезиса Бём-Баверк приводит пример одинокого поселенца. При наличии у него пяти мешков зерна первый он употребит для поддержания жизни, второй обеспечит ему достаточное питание для поддержания сил и здоровья, третий он употребит для кормления птиц, чтобы обеспечить себе мясную пищу, четвёртый для приготовления водки, а пятый пойдёт на корм попугаям. Ценность одного мешка для данного собственника будет относительна невелика. Она будет равна его предельной полезности, то есть удовлетворению самых третьестепенных потребностей. При наличии у того же хозяина двух мешков, ценность одного мешка будет значительно выше, соответственно его предельной полезности. При наличии же у него 100 мешков субъективная ценность каждого из них будет нулевой.
Общую полезность Бём-Баверк высчитывает путём сложения суммы предельных полезностей. Этим его подход принципиально отличается от метода предложенного Ф. фон Визером. Если Визер определял общую полезность как произведение предельной полезности последнего наименьшего элемента на количество всех единиц блага (5*1), то Бём-Баверк путём прибавления предельных полезностей всех единиц (5+4+3+2+1).
Субъективная ценность также зависит от того каким количеством иных материальных благ может быть заменена та или иная вещь. Согласно одному из примеров Бём-Баверка, при краже зимнего пальто, без которого никто не может обойтись, богатый возьмёт из запаса наличных денег необходимые средства несколько ограничив себя в предметах роскоши, человек среднего достатка будет вынужден отказаться от некоторых расходов, бедный продаст наименее необходимые вещи из предметов своего домашнего обихода, а нищий будет вынужден ходить всю зиму без пальто, подвергая своё здоровье опасности. Соответственно ценность одного и того же блага будет различна в каждом конкретном случае и будет определяться предельной полезностью тех благ, которыми приходится пожертвовать.
Субъективная ценность зависит от соотношения «субъективной потребительной» и «субъективной меновой» слагаемых. Многие блага могут быть использованы как непосредственно для потребления, так и для обмена на другие товары. Если потребительная ценность больше меновой, то именно она и будет определять субъективную ценность предмета для конкретного человека. Так же справедлива и обратная взаимосвязь. В приводимом Бём-Баверком примере потребительная ценность книг для учёного будет выше, в то время как для торговца книгами определяющей в субъективной оценке станет именно меновая ценность.
Бём-Баверк вводит в свою концепцию субъективной ценности предложенные ранее Карлом Менгером понятия комплементарных и субституционных благ. Комплементарными благами являются несколько товаров, которые потребляются одновременно и взаимодополняют друг друга. К ним можно отнести такие вещи как ботинки и шнурки, правая и левая перчатки, автомобиль и бензин, иголка и нитки и т. п. Если к примеру предельная полезность совместного использования трёх благ A, B и C составит 100, а по отдельности соответственно 20, 30 и 40, то одно благо С (при условии отсутствия заменителя) для конкретного человека составит 100 — (20+30), то есть 50. В ряде случаев (к примеру правая и левая перчатки) предельная полезность одной вещи без другой будет равна нулю. В таком случае ценность комплементарного блага будет соответствовать совокупной. При возможности заменить одно благо другим речь идёт о его заменяемости или субституционности.
Таким образом, умственная работа, которую людям приходится совершать при определении субъективной ценности, далеко не так сложна и трудна, как может показаться с первого взгляда при абстрактном изображении процесса оценки материальных благ. [...] Где дело идет о собственной выгоде, где всякий недосмотр причиняет убытки, там становится сообразительным и самый простой человек. И действительно, свою сметливость в хозяйственных вопросах простой народ блестящим образом доказал тем, что он гораздо раньше и лучше распознал сущность ценности, нежели наука. Наука, сбитая с толку смещением полезности и ценности, объявила такие материальные блага, как воздух и вода, вещами, имеющими наивысшую потребительную ценность. Простой человек смотрел на это гораздо правильнее и считал воздух и воду вещами, никакой ценности не имеющими, и он оказался вполне правым. [...] Другими словами, простой человек-практик применял учение о предельной пользе на практике гораздо раньше, чем формулировала это учение политическая экономия.

#### Теория объективной меновой ценности
Бём-Баверк указывает на то, что существующий закон спроса и предложения в определении объективной меновой ценности не может отразить всей многогранности хозяйственных отношений. «Лишь в некоторой части случаев установление цен происходит в точном соответствии с формулой закона предложения и спроса; в другой же части случаев может проявляться только мимолётная тенденция к законосообразности, допускающая более или менее значительные отклонения; а нередко бывает, наконец, и так, что образование цен совершается прямо-таки наперекор закону цен, — возьмем, например, акты великодушия, облекающиеся в форму покупки».
Любой человек согласится на обмен лишь в том случае, когда меновая операция принесёт ему выгоду. При этом из двух сделок он выберет более выгодную (в его субъективном понимании). Так как в обмене участвуют как минимум две стороны, то сам его факт окажется возможным только тогда, когда субъективная ценность отдаваемых и получаемых вещей в их представлении будет неодинаковой. Этим утверждением австрийский учёный отвергает существовавшие ранее представления об обмене эквивалентами т. н. классического направления экономической мысли.
Бём-Баверк рассматривает несколько типичных примеров обмена. При изолированном обмене между двумя крестьянами, одному из которых крайне нужна лошадь, факт обладания которой он оценивает в 300 флоринов, и другим, субъективная оценка которого не превышает 100 флоринов, можно лишь с уверенностью сказать, что состоится сам факт обмена. Причём он будет осуществлён в пределах от 101 до 299 флоринов. Непосредственная меновая цена лошади будет зависеть от настойчивости, хитрости, умения убеждать и т. п. качествах каждого из них. При одинаковом умении торговаться цена составит среднее в 200 флоринов.
Далее приводится пример одностороннего соперничества между покупателями. Если кроме крестьянина для которого субъективная оценка лошади составляет 300 флоринов появятся ещё 4, для которых факт обладания данным товаром будет 200, 220, 250 и 280 флоринов, то меновая ценность будет колебаться уже в пределах от 280 до 300 флоринов. При одностороннем соперничестве между продавцами меновая ценность будет снижаться. Так при наличии покупателя лошади субъективная ценность которой для него составляет 300 флоринов и 5 продавцов, которые оценивают свой товар в 100, 120, 150, 200 и 250 флоринов, обмен состоится в пределах от 100 до 120 флоринов.
В реальной жизни наиболее часто встречаются ситуации обоюдной конкуренции продавцов и покупателей. Для обоснования своих дальнейших утверждений Бём-Баверк приводит следующую таблицу:
| Покупатели            | Покупатели   | Продавцы              | Продавцы     |
| А1 оценивает лошадь в | 300 флоринов | В1 оценивает лошадь в | 100 флоринов |
| А2 — "" —             | 280 флоринов | В2 — "" —             | 110 флоринов |
| А3 — "" —             | 260 флоринов | В3 — "" —             | 150 флоринов |
| А4 — "" —             | 240 флоринов | В4 — "" —             | 170 флоринов |
| А5 — "" —             | 220 флоринов | В5 — "" —             | 200 флоринов |
| А6 — "" —             | 210 флоринов | В6 — "" —             | 215 флоринов |
| А7 — "" —             | 200 флоринов | В7 — "" —             | 250 флоринов |
| А8 — "" —             | 180 флоринов | В8 — "" —             | 260 флоринов |
| А9 — "" —             | 170 флоринов |                       |              |
| А10 — "" —            | 150 флоринов |                       |              |

Предполагается, что все конкуренты находятся одновременно на одном и том же рынке, все лошади одинакового качества и участники обмена хорошо знают положение дел на рынке и преследуют свои эгоистические интересы.
Покупатель А1, который субъективно оценивает лошадь в 300 флоринов, согласился бы купить её и за 290, но поступил бы крайне неблагоразумно сделав это по такой цене. Точно так же продавец В1 поступил бы неблагоразумно продав лошадь сразу же за 110 флоринов. По цене в 130 флоринов все 10 покупателей готовы купить товар, при этом лишь двое продавцов согласны его продать. При этом со стороны продавцов было бы крайне неблагоразумно не воспользоваться конкуренцией между покупателями, в то время как для покупателей позволить двоим из них приобрести товар по самым низким ценам.
При повышении цены уменьшается количество покупателей и увеличивается продавцов. В приведенном случае равновесие установится при цене в пределах от 210 до 215 флоринов, когда будет сформировано 5 пар покупателей и продавцов. При цене выше 215 флоринов количество продавцов превысит покупателей. Между ними возникнет конкуренция, которая потребует снижения цены. Единая рыночная цена зависит от субъективных оценок предельной рыночной пары. То есть в данном случае цена не может быть выше субъективной оценки продавца В6 и ниже покупателя А6, то есть самого сильного продавца из тех, которые устранены конкуренцией и самого слабого из покупателей, который приобретёт товар.

### Теория капитала и процента на капитал
Теория капитала и процента на капитал изложены учёным в 3-томной монографии «Капитал и процент». Бём-Баверк выделил три причины, которые приводят к появлению процента на капитал:
1. «оптимизм» человека, который надеется на увеличение своего благополучия. При таком развитии событий субъективная ценность одного доллара сейчас выше чем в будущем. Процент является необходимой компенсацией снижения благосостояния в настоящем у тех, кто откладывает на будущее
2. «близорукость», обусловленная неопределённостью будущего. Человек не знает сколько продлится его жизнь и не может гарантировать возврат вклада. Соответственно он предпочитает наличие блага сейчас, а не потом. Процент является платой за эту неопределённость
3. «техническое превосходство сегодняшних благ над будущими». Для обоснования данного тезиса в качестве примера приводится человек, живущий на необитаемом острове. Ручей с пресной водой находится на некотором расстоянии от его дома. Для того, чтобы утолить жажду, «Робинзон» может проделывать несколько раз в день определённый путь. Если он потратит время и силы, в ущерб собиранию необходимых продуктов питания, на строительство отводного канала, то в будущем более совершенные орудия обеспечат ему увеличение запаса благ. Определённый запас продуктов питания, который позволит Робинзону заняться сооружением канала, он его будет оценивать с учётом дополнительного прироста, который они ему обеспечат, то есть выше чем такой же запас в будущем.

На примере Робинзона Бём-Баверк утверждает, что любой процесс инвестирования в капитальные блага предполагает предварительное сбережение и соответственно сокращение потребления. В отличие от примитивного хозяйства Робинзона производство в современной экономике намного сложнее. Оно состоит из множества этапов, используется труд десятков тысяч людей. Подобно разнице между «богатым» Робинзоном, обладающим капитальным благом (отводным каналом) и «бедным» Робинзоном без него, основное различие между богатыми и бедными странами не связано с превосходством народа первых ни в трудоспособности, ни в технологических знаниях. Основное различие, исходя из теории Бём-Баверка, заключается в наличии обширной сети разумно, с предпринимательской точки зрения, используемых капитальных благ. Эти блага представляют собой сбережения, сделанные предыдущими поколениями.
Предельная полезность определённого количества сегодняшних благ во многом зависит от их наличного запаса. Чем он больше, тем легче от них на время отказаться, и наоборот. Соответственно, чем изобильнее сбережения, тем, при прочих равных условиях, ниже их цена, выраженная в будущих благах, и тем меньше процентная ставка. Для предпринимателя это является показателем того, что количество настоящих благ в обществе велико и он может заниматься инвестированием в более капиталоёмкое производство.

## Критика теории Маркса

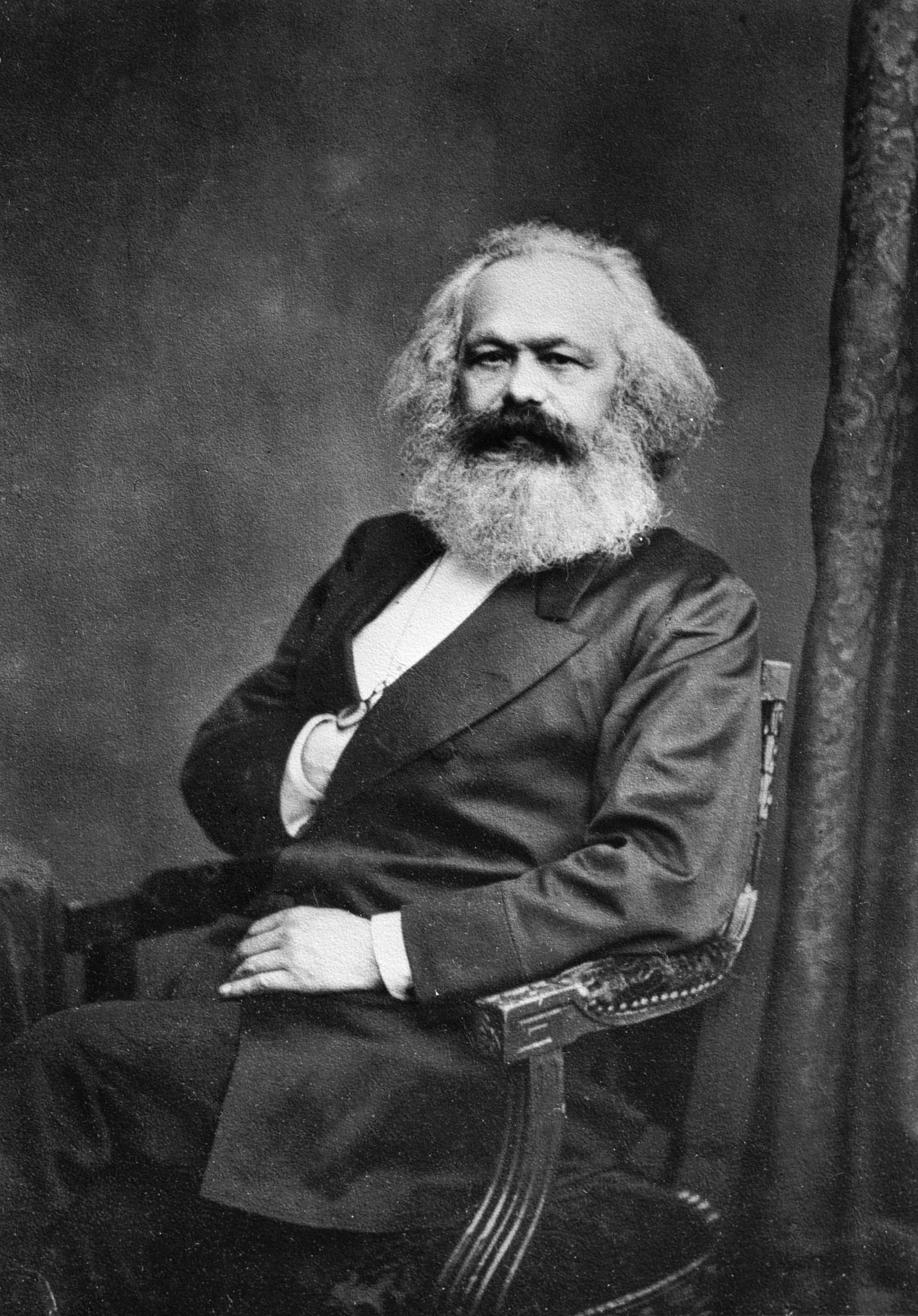
«Этот упрёк в противоречии [ Карла Маркса ] с самим собой, после того, как его сделал Бём, стал общим местом всей буржуазной политической экономии». Рудольф Гильфердинг

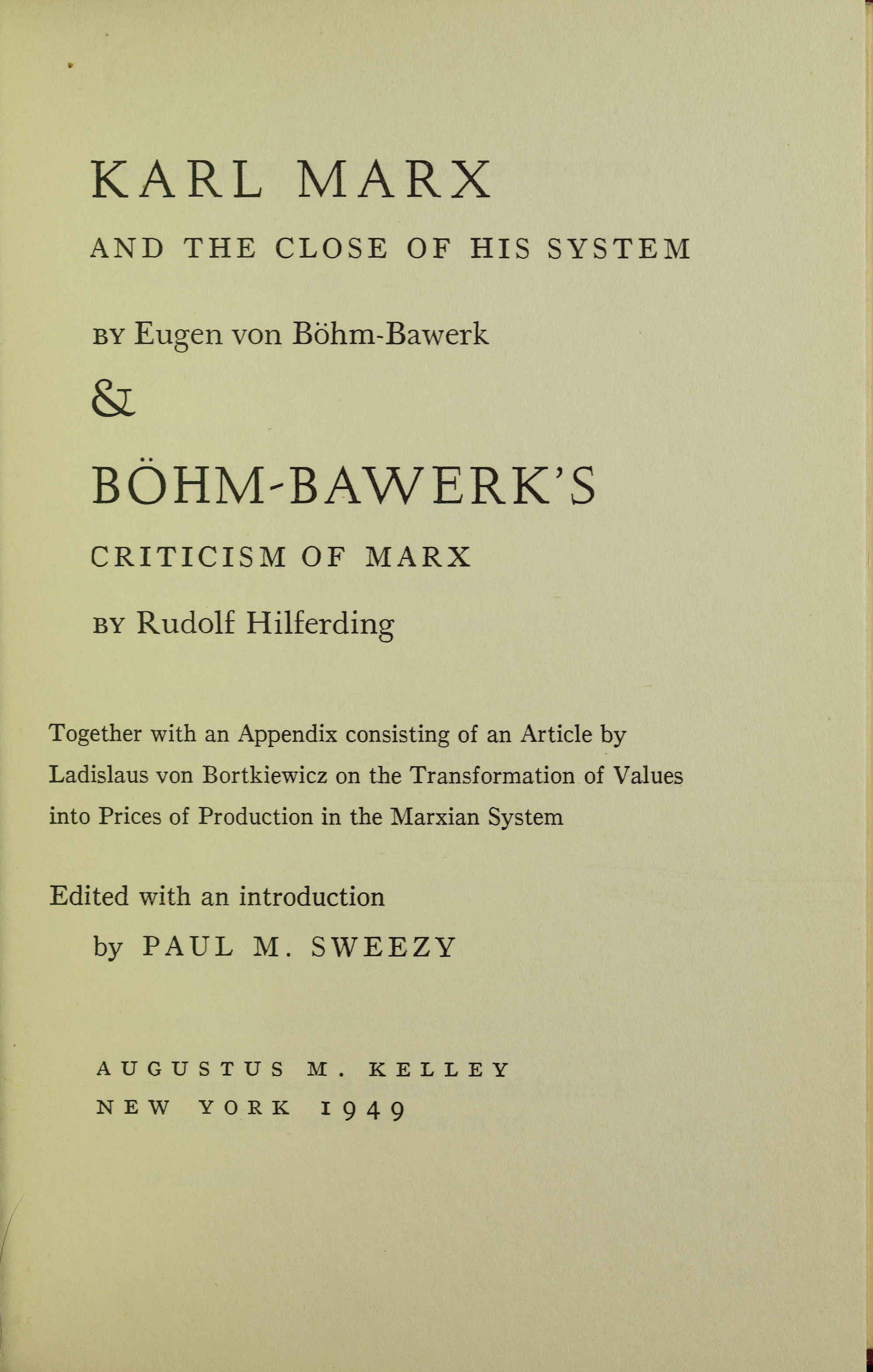
Монография «К завершению марксистской системы»

Бём-Баверк в своих произведениях выступил с резкой критикой «Капитала» К. Маркса. В самом начале монографии «К завершению марксистской системы» австрийский экономист пишет:
| Как писатель Карл Маркс был счастливым человеком, которому можно позавидовать. Никто не станет утверждать, что его произведения принадлежат к числу легко читаемых и легко понимаемых книг. Для большинства других книг значительно меньший балласт трудной диалектики и утомительных дедукций, оперирующих математическим снаряжением, явился бы непреодолимым препятствием на пути проникновения в широкую публику. Несмотря на это, Маркс стал апостолом для самых широких кругов, и как раз для таких кругов, призванием которых не является чтение трудных книг. |

Затем он приводит краткое изложение основных положений теории Карла Маркса. В первом томе «Капитала» говорится о том, что стоимость товара основана на овеществлённом в них труде, а вся достающаяся капиталисту прибыль, или прибавочная стоимость, является плодом эксплуатации рабочих. Величина стоимости любого блага согласно Марксу измеряется количеством содержащегося в них труда или соответственно рабочего времени. Под «рабочим временем» понимается «общественно-необходимое рабочее время», которое представляет «рабочее время, которое требуется для изготовления какой-либо потребительной стоимости при наличных общественно-нормальных условиях производства и при среднем в данном обществе уровне умелости и интенсивности труда». Согласно данной теории «все товары суть лишь определённые количества застывшего рабочего времени». Исходя из всего этого выводится «закон стоимости», который предполагает, что все товары обмениваются между собой в отношении заключающегося в них общественно-полезного труда. Случаи, когда вследствие колебаний спроса и предложения цены отклоняются вверх или вниз от стоимости являются случайными.
На основании данной теории стоимости Маркс выдвинул учение о «прибавочной стоимости». Капиталист должен купить товары по их стоимости, продать другие товары по их стоимости и получить прибыль. Для решения данной проблемы в теории Маркса вводится специфический товар — способность к труду или рабочая сила. Далее Бём-Баверк приводит пример. Рабочий в течение 6 часов может переработать 10 фунтов хлопчатой бумаги в пряжу. Для производства самого хлопка потребовалось 20 часов рабочего времени и он обладает стоимостью в 10 шиллингов. В течение 6 часов прядильщик изнашивает столько орудий труда, сколько соответствует 4 часам труда или 2 шиллингам. При 6-часовом труде стоимость готовой пряжи будет соответствовать 30 рабочим часам или 15 шиллингам:
где W — стоимость продукта

C — постоянный капитал — предмет труда (в данном случае хлопчатая бумага) + средства труда (в данном случае износ орудий труда)

V — переменный капитал, то есть труд рабочего
В том случае, когда капиталист заставляет рабочего трудиться 12 часов:
Если заработная плата в обоих случаях составляет стоимость «рабочей силы» и равна 3 шиллингам, то в первом случае прибавочная стоимость не образуется и труд рабочего просто воспроизводит себя, а во втором случае прибавочная стоимость составит 3 шиллинга. Соответственно в труде рабочего, согласно Марксу, можно выделить 2 части: «необходимое рабочее время», когда рабочий производит свои собственные средства существования, или их стоимость, и «прибавочное рабочее время», когда он эксплуатируется.
Норма прибавочной стоимости рассчитывается по формуле:
где {\displaystyle N_{m}} — норма прибавочной стоимости

{\displaystyle m} — прибавочная стоимость
От нормы прибавочной стоимости следует отличать норму прибыли, которая представляет собой отношение прибавочной стоимости к общему капиталу:
Одна и та же норма прибавочной стоимости может и должна выражаться в совершенно различных нормах прибыли в зависимости от состава данного капитала. Норма прибыли будет тем выше, чем больше переменная и чем меньше постоянная часть капитала. Постоянная часть капитала не увеличивает норму прибавочной стоимости, однако увеличивает базу по отношению к которой рассчитывается норма прибыли.
«Органический состав капитала» (соотношение постоянного и переменного капиталов) различен в разных сферах производства. Марксова теория требует, чтобы капиталы одинаковой величины, но неодинакового состава доставляли различную прибыль. Однако действительный мир показывает, что капиталы одинаковой величины, независимо от их состава дают равную норму прибыли. Бём-Баверк цитирует III том «Капитала», положения которого противоречат I-му:
Не подлежит никакому сомнению, что в действительности, отвлекаясь от несущественных, случайных и взаимно уничтожающихся различий, в разных отраслях промышленности не существует различия между средними нормами прибыли, да и не может существовать без разрушения всей системы капиталистического производства. Итак, по-видимому, теория стоимости несогласуема с действительным процессом, несогласуема с фактическими явлениями производства, и потому в данном случае приходится вообще отказаться от надежды понять эти последние
«Как же сам Маркс пытается решить имеющееся противоречие?» — задаётся вопросом Бём-Баверк. Он приводит две таблицы, на примере пяти различных производств с разным составом капиталов
| Капиталы         | Nm, % | m  | Np, % | Потреблённое c | Стоимость товаров |
| ---------------- | ----- | -- | ----- | -------------- | ----------------- |
| I. 80 c + 20 v   | 100   | 20 | 20    | 50             | 90                |
| II. 70 c + 30 v  | 100   | 30 | 30    | 51             | 111               |
| III. 60 c + 40 v | 100   | 40 | 40    | 51             | 131               |
| IV. 85 c + 15 v  | 100   | 15 | 15    | 40             | 70                |
| V. 95 c + 5 v    | 100   | 5  | 5     | 10             | 20                |

«Общая сумма капиталов», пишет Маркс, «вложенных в пяти сферах составляет 500; общая сумма произведённой ими прибавочной стоимости 110, общая сумма произведённых ими товаров — 610. Рассмотрим 500 как один-единственный капитал, по отношению к которому I—V являются только отдельными частями. […] В этом случае средний состав капитала 500 был бы 390 с + 110 v, или в процентах 78 с + 22 v; равным образом на каждые 100 приходилось бы 22 в качестве средней прибавочной стоимости; поэтому средняя норма прибыли была бы 22 %». По каким же ценам должны быть проданы товары, чтобы каждый из капиталов получил одинаковую норму прибыли:
| Капиталы         | m  | Потреблённое c | Стоимость товаров | Издержки производства | Цена товаров | Np, % | Отклонение цены от стоимости |
| ---------------- | -- | -------------- | ----------------- | --------------------- | ------------ | ----- | ---------------------------- |
| I. 80 c + 20 v   | 20 | 50             | 90                | 70                    | 92           | 22    | +2                           |
| II. 70 c + 30 v  | 30 | 51             | 111               | 81                    | 103          | 22    | — 8                          |
| III. 60 c + 40 v | 40 | 51             | 131               | 91                    | 113          | 22    | −18                          |
| IV. 85 c + 15 v  | 15 | 40             | 70                | 55                    | 77           | 22    | +7                           |
| V. 95 c + 5 v    | 5  | 10             | 20                | 15                    | 37           | 22    | +17                          |

Для достижения средней нормы прибыли различных капиталов цены товаров не будут соответствовать их стоимости. Сам Маркс в III томе «Капитала» пишет, что «Если товары продаются по их стоимости, то … возникают очень различные нормы прибыли… Капитал извлекается из отрасли с более низкой нормой прибыли и устремляется в другие, которые приносят более высокую прибыль. Посредством такой эмиграции и иммиграции … стоимости превращаются в цены производства». Соответственно противоречие всего учения Маркса заключается в том, что либо продукты обмениваются соответственно количеству заложенного в них труда, и тогда никакого выравнивания прибыли на капитал не может быть; либо же выравнивание прибыли на капитал делает невозможным обмен товаров по заложенному в них труду.
Затем Бём-Баверк развивает эту идею в контексте критики и отрицания всей теории Маркса. Он указывает, что в первом томе приводится «закон стоимости», согласно которому товары обмениваются согласно овеществлённому в них труду, а затем марксисты отрекаются от этой теории по отношению к отдельным товарам, то есть относительно той области, где теория имеет какой-либо смысл. Дальнейшие указания на то, что «теория стоимости» относится ко всему национальному продукту, согласно Бём-Баверку, равнозначна ответу на вопрос «на сколько минут и секунд победитель на скачках затратил меньше времени?» — «все в целом затратили 25 минут 13 секунд».
Согласно Марксу прибавочную стоимость создаёт труд, а не капитал. Если предположить, что двое рабочих сами владеют капиталами, то каждый из них получал бы одинаковый доход вне зависимости от величины их капитала. Соответственно тот, кто владеет большим капиталом имел бы меньшую норму прибыли и соответственно стремился бы от него избавиться. В действительности те лица, которые работают с более значительным капиталом имеют большую прибыль.
Также Бём-Баверк подвергает критике разделение труда на «простой» и «сложный». «Сложный» труд требует предварительного обучения, получения соответствующих навыков. Соответственно при меновых взаимоотношениях продукта «сложного» труда учитывается и предварительный труд на обучение. Бём-Баверк указывает, что такой подход оценки изначально неверен:
Конечно, люди могут считать в каком-либо отношении равными дневной труд скульптора и пятидневный труд каменотёса (пример из "Капитала" Маркса), так же как и приравнивать, например, одну козу пяти зайцам. Но если такое приравнивание не оправдывало бы статистиков, утверждающих с научной серьёзностью, что будто бы в округе, в котором обитают 100 диких коз и 500 зайцев, имеется 1000 зайцев, то столь же мало может быть оправдано серьёзное утверждение статистика цен или теоретика стоимости, что в дневном продукте скульптора будто бы овеществлено пять дней простого труда и что это является реальным основанием для приравнивания в процессе обмена этого продукта продукту пятидневного труда каменотёса.
Однако, даже если принять данный подход к разделению труда на «простой» и «сложный» выходит, что на один час работы скульптора ему предшествовали 4 часа обучения, или из 50 активных лет жизни — 40 лет обучения и 10 лет работы, что является бессмыслицей.
За этой научной полемикой кроется идеологическая подоплёка. Если признать, что прибавочную стоимость создаёт лишь труд рабочих, то выходит, что лица владеющие капиталом, то есть капиталисты, изначально эксплуатируют рабочих. Австрийской экономической школой, представителем которой был Бём-Баверк, была предложена и введена в экономическую науку теория вменения. Согласно этой теории доход может быть вменён в соответствующих технологическому процессу пропорциях различным факторам производства, то есть труду, капиталу и земле. Соответственно согласно теории вменения, человек, владеющий капиталом по логике вещей должен получать вменяемый капиталу доход и его прибыль является не результатом эксплуатации и угнетения рабочего класса, а справедливой ценой за инвестированные и не потраченные ранее средства.

## Критика

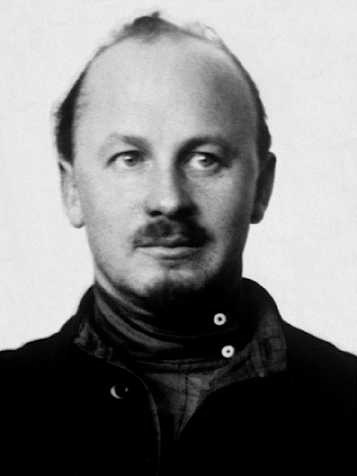
Н. И. Бухарин — один из главных критиков теорий Бём-Баверка

Бём-Баверк и его сочинения подвергались критике со стороны марксистов. Лекции профессора Венского университета Бём-Баверка слушал во время пребывания в Вене будущий член Политбюро ЦК ВКП(б) Н. И. Бухарин. Позже в своей работе «Политическая экономия рантье» (написана в 1914 году, опубликована в 1919) он подверг обстоятельной критике произведение Бём-Баверка «Общая теория ценности». Признавая выдающийся ум и эрудицию австрийского учёного, Бухарин называл австрийскую школу «наиболее сильным врагом марксизма».
Согласно Бухарину, целью всего исследования австрийской экономической школы является оправдание прибыли на капитал. По своей сути — это идеология буржуа, «уже выброшенного из производственного процесса, деградирующего буржуа» (sic) и точка зрения потребления.
Рантье, интернациональный рантье, нашёл в Бём-Баверке своего научного вождя, в его теории — научное орудие в борьбе не столько со стихийными силами капиталистического развития, сколько с всё более грозным рабочим движением. В лице Бём-Баверка мы критикуем, таким образом, это новое орудие.
В противоположность марксизму, австрийская школа анализирует в первую очередь индивидуальные подходы хозяйствующего субъекта. В то же время политическая экономия изучает процессы происходящие во всём обществе, а не в каждом конкретном хозяйстве. Более того, если Маркс «исследует закономерности результатов индивидуальных воль, не занимаясь исследованием их самих», то для Бём-Баверка характерен «атомизм». Наиболее частыми примерами в произведениях экономистов австрийской школы являются «житель оазиса», «человек сидящий у обильного ручья», «человек в пустыне», «потерпевший кораблекрушение» и «прочие порождения профессорской фантазии». Анализируя индивидуальные мотивы, они забывают социальные. В результате, согласно Бухарину, абстракция от социальных связей ведёт к логическому краху всей системы.
Другими слабыми местами системы австрийцев, согласно Бухарину, являются её неисторичность и точка зрения потребления, а не производства. Вследствие этого она не может объяснить важнейшие явления социальной жизни, как накопление капитала, экономические кризисы и др.
Критика теории ценности Бём-Баверка состоит в том, что в основу цен как таковых нельзя положить полезность для потребителя. «Ни один торговец, начиная с самого крупного оптовика и кончая самым мелким разносчиком, не думает вовсе о „полезности“ или о „потребительной ценности“ своих товаров. В его психике просто нет того материала, который тщетно старается разыскать Бём-Баверк.» Точно также оценка каждого товара со стороны хозяйки строится не по бесконечно большой субъективной ценности средств существования, а основывается на существующем уровне цен.
Критике подверглось и утверждение Бём-Баверка о том, что «Настоящие блага постоянно обладают большей ценностью, чем будущие блага того же вида, находящиеся в таком же количестве». Отрицая приведённую фразу на основании непрерывности производственного цикла, Бухарин опровергает наличие дисконтирования. Этот момент в его критике весьма слаб, так как термин «дисконтирование» (определение текущего эквивалента денежных средств, ожидаемых к получению в определённый момент в будущем) является общепризнанным и широко используемым в современной экономике. Другой марксист А. Л. Парвус вообще иронизирует над самими понятиями настоящей и будущей ценности: «Настоящая ценность и будущая ценность — чего этим нельзя доказать?! Если кто-либо, угрожая насилием, отнимает у другого его деньги — что это такое? Разбой? Нет, — должен был бы сказать Бём-Баверк, — это только правомерная меновая сделка: разбойник предпочитает настоящую ценность денег будущей ценности небесного блаженства, а ограбленный предпочитает будущую пользу сохранённой жизни настоящему значению своих денег».
Критике австрийского учёного посвящена книга ещё одного марксиста Р. Гильфердинга «Бём-Баверк как критик Маркса». В ней он в частности оценивает разделение труда на «простой» и «сложный». Как было указано выше, Бём-Баверк посчитал выводы Маркса бессмысленными. Гильфердинг указывает на то, что в «сложном труде» заложены как простые, так и сложные трудовые процессы. Если взять данный тезис применительно к труду скульптора, то стоимость часа его труда включает не только часы его обучения, но и работу преподавателей, работу по созданию необходимых для обучения орудий, работу по написанию соответствующей литературы и т. п. При этом Гильфердинг указывает, что такое подразделение труда даёт возможность лишь теоретического, а не практического обоснования высоты стоимости того или иного блага.
Кроме марксистов австрийская школа подвергалась резкой критике со стороны представителей «молодой» исторической экономической школы. Они утверждали, что экономика должна быть исторической, основанной на эмпирических и индуктивных исследованиях (то есть логических выводов на основе перехода от частных выводов к общим), этично и практически ориентированной, направленной на междисциплинарный подход и изучение институциональной (комплекса исследований различных объединений людей) динамики. Изначальная установка, что экономические законы должны быть универсальными, а политическая экономия не может описывать и выделять характерные для определённого общества экономические теории, привела представителей австрийской школы к конфронтации с немецкой исторической. «Историки» инкриминировали «австрийцам» «атомизм» и «космополитизм».
В противовес «историкам» учитель Бём-Баверка и основатель новой экономической школы К. Менгер считал, что экономическая наука не зависит от исторических обстоятельств и национальной специфики. Он утверждал, что задача учёного-экономиста состоит в том, чтобы свести явления народного хозяйства к простейшим элементам. Также он считал, что изучение экономики с помощью методов истории противоречит самой сути данной науки:

## Основные труды
- «Основы теории ценности хозяйственных благ Архивная копия от 20 июня 2009 на Wayback Machine» (1886);
- «Капитал и процент» (1884—1889);
- К завершению марксистской системы Архивная копия от 17 апреля 2012 на Wayback Machine (1896)